# Februari 2015
Dit artikel geeft een chronologisch overzicht van de belangrijkste gebeurtenissen per dag van de maand februari in het jaar 2015.

## Gebeurtenissen

### 1 februari
- De Nederlander Mathieu van der Poel wint bij zijn allereerste deelname het wereldkampioenschap veldrijden voor profs in Tábor. Met net 20 jaar is hij tevens de jongste wereldkampioen ooit.
- De Servische tennisser Novak Đoković wint voor de vijfde maal de Australian Open bij de mannen.
- De moslimextremistische terreurgroep Boko Haram lanceert opnieuw een aanval op de noordoostelijke Nigeriaanse stad Maiduguri, die door het regeringsleger wordt afgeslagen.
- In het centrum van de Syrische hoofdstad Damascus komen volgens het Syrisch Observatorium voor de Mensenrechten minstens zeven mensen om bij een ontploffing op een bus. Volgens SANA, het officiële Syrische persagentschap, zijn er vier doden en gaat het over een terroristische aanslag.
- In de Hongaarse hoofdstad Boedapest protesteren meer dan duizend mensen bij het Hongaars parlement tegen het pro-Russische beleid van premier Viktor Orbán.

### 2 februari
- Onderzoekers van de Universiteit van Californië in Los Angeles en van de Australian National University in Canberra ontdekken dat meditatie de hersenen kan beschermen tegen tekenen van veroudering.
- Canadese wetenschappers van de Universiteit van Alberta ontdekken in China het fossiel van een nieuwe dinosaurussoort uit het Juratijdperk. Het gaat om een langnekdinosaurus met een lengte van vijftien meter. De nieuw ontdekte soort kreeg de naam Qijianglong en behoort tot het dinosaurusgeslacht Mamenchisaurus.

### 3 februari
- Het Internationaal Gerechtshof in Den Haag oordeelt dat Servië en Kroatië zich niet schuldig hebben gemaakt aan genocide tijdens de Balkanoorlogen (1991-1995).
- De Nederlandse Tweede Kamer in Den Haag benoemt rechter Reinier van Zutphen tot Nationale ombudsman.
- Een winterstorm eist elf levens in het oosten van de Verenigde Staten.
- Bij gevechten tussen het Tsjadische leger en Boko Haram in de Nigeriaanse stad Gambaru komen zeker 250 Boko Haram-strijders en negen Tsjadische soldaten om het leven.

### 4 februari
- Een ATR 72 van TransAsia Airways met 58 inzittenden stort neer in een rivier in Taiwan. 15 passagiers overleven het ongeluk.
- De Egyptische rechtbank van Caïro veroordeelt 230 anti-Mubarak activisten, waaronder blogger Ahmed Douma en politiek activisten Ahmed Maher en Mohamed Adel, tot een levenslange gevangenisstraf.
- Een granaat treft een ziekenhuis in de Oost-Oekraïense stad Donetsk. Daarbij vallen zeker vijf doden.
- Bij een aanval van de Nigeriaanse radicaalislamitische terreurgroep Boko Haram op de Kameroense stad Fotokol vallen minstens honderd doden.

### 5 februari
- Bij een reeks mortiergranaataanvallen op het centrum van de Syrische hoofdstad Damascus vallen zeker 21 doden.

### 6 februari
- Het schilderij Nafea faa ipoipo ("Wanneer zal je trouwen?") van de Franse postimpressionistische schilder Paul Gauguin wordt verkocht voor ongeveer 300 miljoen dollar (264 miljoen euro) en is daarmee het duurste schilderij ooit verkocht.
- De Bondsraad, de Duitse Eerste Kamer, stemt tegen het tolplan van verkeersminister Alexander Dobrindt.
- Het Canadese hooggerechtshof bepaalt dat hulp bij zelfdoding in Canada is toegestaan.
- De Houhtie-rebellen ontbinden het parlement van Jemen.
- Een tijdelijk staakt-het-vuren tussen het regeringsleger en de pro-Russische rebellen wordt van kracht in de streek rond Debaltseve in Oost-Oekraïne, dit om een evacuatie van de inwoners mogelijk te maken.
- Bij een aanval van strijders van de Nigeriaanse terreurorganisatie Boko Haram op de grensplaats Bosso in buurland Niger komen 109 Boko Haram-strijders om het leven.
- Bij luchtaanvallen van de Egyptische luchtmacht op het noorden van Sinaï komen zeker 27 islamitische strijders van de Egyptische vleugel van IS om het leven.
- Zeventien mensen komen om bij een brand in een winkelcentrum in de Chinese stadsprefectuur Huizhou.
- In het noorden van Irak wordt een massagraf met 23 jezidi's ontdekt.

### 7 februari
- Op een internationale top in Kameroen besluiten de vier buurlanden van Nigeria (Benin, Niger, Tsjaad en Kameroen) met een gezamenlijke troepenmacht de strijd aan te gaan met de moslimextremistische terreurgroep Boko Haram.
- Bij verschillende aanslagen in de Iraakse hoofdstad Bagdad vallen minstens 34 doden. Een zelfmoordaanslag op een restaurant eist met 22 doden de zwaarste tol.
- De Verenigde Arabische Emiraten blijven in de internationale coalitie tegen Islamitische Staat en sturen F-16's naar Jordanië om in te zetten in de strijd. Een week eerder waren de VAE nog uit de coalitie gestapt nadat IS een Jordaanse piloot levend had verbrand.
- De Britse wielrenner Mark Cavendish is de eindwinnaar van de Ronde van Dubai.
- Bij drie bomaanslagen in de Iraakse hoofdstad Bagdad vallen minstens 37 doden.

### 8 februari
- Ivoorkust wint in Equatoriaal-Guinea voor de tweede maal het Afrikaans kampioenschap voetbal door drievoudig winnaar Ghana na een scoreloos gelijkspel in de finale op strafschoppen te verslaan met 9-8.
- In de Andes worden de resten van een Douglas DC-3 gevonden. Het vliegtuig van LAN Airlines verongelukte op 3 april 1961 met 24 personen aan boord, onder wie een aantal spelers van de voetbalclub Green Cross.

### 9 februari
- De Amerikaanse dramafilm Boyhood wint de prijs voor beste film tijdens de 68ste uitreiking van de BAFTA Awards.
- De Britse singer-songwriter Sam Smith wint de prijs voor beste lied van het jaar en de Amerikaanse singer-songwriter Beck wint de prijs voor beste album van het jaar tijdens de 57ste uitreiking van de Grammy Awards.

### 10 februari
- De oorlog in Oost-Oekraïne breidt zich uit naar het westen. In Kramatorsk worden een commandocentrum van het Oekraïense leger en een woonwijk onder vuur genomen. Negentien militairen komen om.

### 11 februari
- De rechtbank in het Belgische Antwerpen oordeelt dat de radicale moslimorganisatie Sharia4Belgium een terroristische groepering is. Haar voorman, Fouad Belkacem, wordt een gevangenisstraf van twaalf jaar opgelegd.
- Op de Middellandse Zee verdrinken minstens 300 bootvluchtelingen die op weg waren naar Italië.
- In de Oost-Oekraïense stad Donetsk raken mortiergranaten een busstation. Daarbij komen acht mensen om het leven.
- De rechtbank in het Italiaanse Grosseto veroordeelt de kapitein van het gekapseisde cruiseschip Costa Concordia tot zestien jaar celstraf wegens onder andere doodslag.
- In de Zuid-Jemenitische stad Ta'izz gaan tienduizenden mensen de straat op om te protesteren tegen de machtsovername door de Houthi's.

### 12 februari
- Sveriges Riksbank, de centrale bank van Zweden, kondigt het begin van een programma van kwantitatieve versoepeling aan. In totaal koopt de bank voor 1,2 miljard dollar aan staatsobligaties.
- In het Paleis van Onafhankelijkheid in de Wit-Russische hoofdstad Minsk komen Angela Merkel, François Hollande, Petro Porosjenko en Vladimir Poetin tot een akkoord over een staakt-het-vuren in Oost-Oekraïne.
- Oekraïne krijgt gedurende vier jaar 17,5 miljard dollar aan financiële hulp van het Internationaal Monetair Fonds.

### 13 februari
- De moslimextremistische terreurgroep Islamitische Staat valt in het westen van Irak een legerbasis aan waar ook Amerikaanse troepen gestationeerd zijn. De aanval wordt door het Iraakse leger afgeslagen. IS boekt voor het eerst in maanden ook terreinwinst door het dorpje al-Bagdadi te veroveren.
- In de afgelopen 24 uur zijn in Oost-Oekraïne minstens elf mensen (acht Oekraïense soldaten en drie burgers) omgekomen bij gevechten tussen het regeringsleger en de rebellen. De rebellensteden Donetsk en Loehansk worden onder vuur genomen.
- Bij een aanslag op een moskee in de Pakistaanse stad Peshawar vallen zeker negentien doden.
- De Nigeriaanse terreurgroep Boko Haram lanceert voor het eerst een aanval op buurtland Tsjaad. Bij de aanval van de terreurgroep op het dorp Ngouboua vallen ongeveer tien doden.
- In Nieuw-Zeeland spoelen in de buurt van de stad Nelson bijna 200 grienden aan. 140 dieren hebben het niet overleefd.

### 14 februari
- Tijdens een bijeenkomst over de vrijheid van meningsuiting in de Deense hoofdstad Kopenhagen vindt een schietpartij plaats waarbij één dode valt. Later is er ook een schietpartij in een synagoge, waarbij een joodse bewaker om het leven komt.
- De Iraanse dramafilm Taxi wint de Gouden Beer voor beste film op het 65ste internationaal filmfestival van Berlijn.
- Bij gevechten tussen Houthi-rebellen en soennistische strijders in de Jemenitische provincie Al-Bayda' komen 26 mensen om het leven.
- Bij een botsing tussen een goederentrein en een bus in het noorden van Mexico komen minstens zestien mensen om het leven.

### 15 februari
- President Al-Sisi kondigt zeven dagen van nationale rouw aan in Egypte vanwege de moord op 21 christelijke Egyptenaren door de Libische tak van IS.
- In Oost-Oekraïne gaat het in de Wit-Russische hoofdstad Minsk afgesproken staakt-het-vuren om middernacht in. Het akkoord wordt grotendeels goed opgevolgd, behalve rond de stad Debaltseve, waar de gevechten doorgaan.
- Een cholera-epidemie in Mozambique kost 28 mensen het leven.
- Een hackersbende pleegt digitale bankovervallen in dertig landen. De overvallers maken 265 miljoen euro buit.

### 17 februari
- In de oude haven van de Israëlische plaats Caesarea wordt een 1000 jaar oude schat van 2000 gouden munten gevonden, voornamelijk afkomstig uit het Kalifaat van de Fatimiden.
- In Haïti raakt een praalwagen een elektriciteitskabel en vliegt in brand. Bij het carnavalsongeluk komen 18 mensen om het leven.
- Bij een aanval van de terreurgroep Taliban op een politiehoofdkwartier in het oosten van Afghanistan komen 20 mensen om het leven.
- In de Amerikaanse staten Kentucky, North Carolina, Tennessee en Virginia wordt de noodtoestand uitgeroepen vanwege de flinke sneeuwval.
- Het Kameroense leger doodt 86 Boko Haram-strijders.

### 18 februari
- Prokopis Pavlopoulos wordt verkozen tot nieuwe president van Griekenland.
- In een definitief onderzoeksrapport stelt de Onderzoeksraad voor Veiligheid dat bij de winning van aardgas in de Nederlandse provincie Groningen de opbrengst altijd voorrang heeft gekregen op de veiligheid.
- De Oekraïense president Petro Porosjenko maakt bekend dat het regeringsleger zich terugtrekt uit de stad Debaltseve. Daarmee komt de stad in handen van de pro-Russische separatisten.

### 19 februari
- In de Argentijnse hoofdstad Buenos Aires nemen ongeveer 400 duizend mensen deel aan een stille tocht om de openbaar aanklager Alberto Nisman te eren die onder onduidelijke omstandigheden is overleden.

### 20 februari
- Een uitbraak van het hoogpathogeen H1N1-vogelgriepvirus eist in tien weken meer dan 700 mensenlevens in India.
- Bij een aanslag met een autobom bij een tankstation en een gebouw van de veiligheidsdiensten in de Libische stad Qubbah komen meer dan veertig mensen om het leven. Extremisten die gelieerd zijn aan de terreurgroep IS eisen de aanlag op.
- Bij een aanslag door de Somalische terreurgroep Al-Shabaab op een hotel in het centrum van de Somalische hoofdstad Mogadishu komen zeker 25 mensen om het leven.
- De Amerikaanse actrice Kristen Stewart wint een César Award voor beste vrouwelijke bijrol. Daarmee is zij de eerste Amerikaanse actrice die de hoogste Franse filmprijs krijgt.
- De ministers van Financiën van de eurozone besluiten om de Europese noodhulp voor Griekenland met vier maanden te verlengen.
- In Nijmegen vindt een grote brand plaats in een seniorenflat. De weken erop overlijden vier hoogbejaarde bewoners aan hun verwondingen.

### 21 februari
- De Britse premier David Cameron kondigt de oprichting van een internationaal dementie-instituut aan.
- Het Nigeriaanse leger verklaart dat de noordelijke stad Baga is heroverd op de moslimextremistische terreurgroep Boko Haram.
- Het ijskoude winterweer in de Verenigde Staten kost aan minstens 23 mensen het leven.
- Bij gevechten tussen politieagenten en Oeigoeren in het westen van China komen zeventien mensen om het leven.

### 22 februari
- De film Birdman wint bij de 87ste Oscaruitreiking in Hollywood vier Oscars, waaronder die voor de beste film en beste regisseur. Eddie Redmayne en Julianne Moore winnen respectievelijk de Oscar voor beste acteur en beste actrice.
- In Bangladesh komt een veerboot in aanvaring met een vrachtschip en zinkt. Bij het ongeluk komen 66 mensen om het leven.
- Bij een zelfmoordaanslag door een zevenjarig meisje in de Nigeriaanse stad Potiskum komen zeker zes mensen om het leven.

### 24 februari
- De terreurgroep IS ontvoert minstens 220 Assyrische christenen in het noordoosten van Syrië.
- In het oosten van Afghanistan vallen meer dan 200 doden door lawines.
- Britse militairen gaan Oekraïense soldaten trainen en adviseren.
- Wetenschappers ontdekken minstens twintig nieuwe kraters in Siberië.

### 25 februari
- De Amerikaanse singer-songwriters Taylor Swift en Pharrell Williams winnen de prijzen voor respectievelijk beste internationale vrouwelijke en mannelijke soloartiest tijdens de 35ste uitreiking van de Brit Awards in Londen.
- De Nederlandse parasnowboarders Bibian Mentel en Chris Vos winnen allebei goud op het onderdeel snowboardcross tijdens het wereldkampioenschap in het Spaanse wintersportdorp La Molina.
- De gemeente Purmerend gaat proberen om een agressieve oehoe te vangen die al enige tijd mensen lastigvalt en soms zelfs aanvalt. Het gaat waarschijnlijk om een ontsnapt exemplaar, aangezien wilde oehoes normaal gesproken zeer schuw zijn.
- Uit onderzoek van Amerikaanse wetenschappers van de Universiteit van Michigan komt naar voren dat chocola, pizza en patat net zo verslavend zijn als alcohol en nicotine.

### 26 februari
- Bij gevechten tussen de Afghaanse veiligheidsdiensten en strijders van de Taliban in de Afghaanse provincie Kunduz komen zeker 100 Talibanstrijders, veertien Afghaanse soldaten en drie burgers om het leven.

### 27 februari
- Russisch oppositieleider Boris Nemtsov wordt vermoord op korte afstand van het Kremlin in Moskou.
- Een rechter in het Verenigd Koninkrijk veroordeelt de Britse rockzanger Gary Glitter tot zestien jaar gevangenisstraf wegens misbruik van drie minderjarige meisjes.

### 28 februari
- In de Britse stad Newcastle nemen naar schatting vierhonderd mensen deel aan de eerste betoging van de Duitse anti-islambeweging Pegida op Brits grondgebied. Een tegendemonstratie trekt rond de tweeduizend mensen.
- Een lagere rechtbank in de Egyptische hoofdstad Caïro oordeelt dat de Palestijnse religieuze politieke beweging Hamas een terroristische organisatie is.
- De Britse wielrenner Ian Stannard wint voor de tweede maal op rij de Omloop Het Nieuwsblad. De Nederlander Niki Terpstra is tweede, de Belg Tom Boonen derde.
- Duizenden aanhangers van de Italiaanse partij Lega Nord verzamelen zich op de Piazza del Popolo in de hoofdstad Rome om te protesteren tegen de immigratie in hun land, de regering van premier Matteo Renzi en de Europese Unie.

## Overleden
<< · januari · februari · maart · april · mei · juni · juli · augustus · september · oktober · november · december · >>